# Miniopterus griffithsi
Miniopterus griffithsi és una espècie de ratpenat de la família dels minioptèrids. És endèmic de Madagascar. El seu hàbitat natural són les zones semiàrides del sud de l'illa. Es desconeix si hi ha cap amenaça significativa per a la supervivència d'aquesta espècie.